# Sebastian Gutierrez
Sebastián Gutiérrez (Caracas, 10 settembre 1974) è un regista, sceneggiatore e produttore cinematografico venezuelano.

## Filmografia

### Regista
- Judas Kiss (1998)
- Lei, la creatura (Mermaid Chronicles Part 1: She Creature, 2001), film TV
- La setta delle tenebre (Rise, 2007)
- Women in Trouble (2009)
- Elektra Luxx - Lezioni di sesso (Elektra Luxx) (2010)
- Girl Walks Into a Bar (2011)
- Hotel Noir (2012)
- Elizabeth Harvest (2018)
- Jett - Professione ladra (Jett), serie TV, 9 episodi (2019)

### Sceneggiatore
- Judas Kiss (1998)
- Lei, la creatura (Mermaid Chronicles Part 1: She Creature) (2001), film TV
- Gothika, regìa di Mathieu Kassovitz (2003)
- Brivido biondo (The Big Bounce), regìa di George Armitage (2004)
- Snakes on a Plane, regìa di David R. Ellis (2006)
- La setta delle tenebre (Rise) (2007)
- The Eye, regìa di David Moreau e Xavier Palud (2008)
- Women in Trouble (2009)
- Elektra Luxx (2010)
- Girl Walks Into a Bar (2011)
- Hotel Noir (2012)
- Elizabeth Harvest (2018)
- Jett - Professione ladra (Jett) – serie TV, 9 episodi (2019)